# 無地
| ウィキペディアには「無地」という見出しの百科事典記事はありません（タイトルに「無地」を含むページの一覧/「無地」で始まるページの一覧）。 代わりにウィクショナリーのページ「無地」が役に立つかもしれません。 |